# امیرحمزه مالمیر
امیرحمزه مالمیر، عضو هیئت داوری سازمان بورس و رییس هیئت مدیره بورس کالای ایران است. وی هم چنین چهارمین معاون ناشران و اعضاء بورس اوراق بهادار تهران بوده است. او پیش از این، مدیر نظارت بر ناشران سازمان بورس و اوراق بهادار بود که وظیفه نظارت بر شرکت‌های پذیرفته‌شده در بورس اوراق بهادار تهران و فرابورس ایران و دیگر شرکت‌های سهامی عام ثبت‌شده نزد سازمان بورس و اوراق بهادار را بر عهده دارد. مالمیر به عنوان یکی از مدیران تأثیرگذار و باسابقه این سازمان شناخته می‌شود که پیشینه نزدیک به ۱۵ سال همکاری با این سازمان را در کارنامه خود دارد.

وی پس از تصویب قانون بازار اوراق بهادار جمهوری اسلامی ایران (۱ آذر ۱۳۸۴) و راه‌اندازی سازمان بورس و اوراق بهادار (به عنوان ضابطه‌گذار و ناظر قانونی بازار سرمایه ایران) به این مقام منصوب شد. او پیش از این، معاون، رئیس گروه و کارشناس مدیریت نظارت بر شرکت‌های «سازمان کارگزاران بورس اوراق بهادار تهران (سابق)» بود؛ سازمانی که نهاد نظارتی و عملیاتی بازار سرمایه ایران پیش از تصویب قانون بازار اوراق بهادار جمهوری اسلامی ایران (۱ آذر ۱۳۸۴) به شمار می‌آمد.
در آبان ماه 1392 ،امیر حمزه مالمیر طی حکمی از طرف دکتر حسن قالیباف اصل مدیرعامل بورس به سمت معاون ناشران و اعضای بورس تهران منصوب شد].پیشتر دکتر محمدرضا عربی مزرعه‌شاهی در سمت معاون نظارت بر ناشران و اعضای بورس اوراق بهادار تهران فعالیت می‌کرد که به سمت عضو هیئت مدیره و معاون نظارت بر بورس‌ها و ناشران سازمان بورس و اوراق بهادار منصوب شد. ایشان هم اکنون در شرکتهای زیرمجموعه صندوق بازنشستگی کارکنان نفت مشغول به فعالیت هستند.

## اهمیت مدیریت نظارت بر ناشران
اهداف اصلی مدیریت نظارت بر ناشران سازمان بورس و اوراق بهادار بررسی و نظارت بر اطلاعات منتشره از سوی شرکت‌های پذیرفته‌شده در بورس اوراق بهادار تهران و فرابورس ایران و دیگر شرکت‌های سهامی عام ثبت‌شده نزد سازمان بورس و اوراق بهادار، و هم‌چنین، نظارت بر رعایت قانون بازار اوراق بهادار جمهوری اسلامی ایران و دیگر ضوابط این سازمان توسط این شرکت‌ها است. این اهداف به‌طور مشخص، در اجرای وظایف محوله به هیئت مدیرۀ سازمان بورس و اوراق بهادار طبق مادۀ ۷ قانون بازار اوراق بهادار جمهوری اسلامی ایران تعیین شده‌است. از این رو، در میان ادارات مختلف سازمان بورس و اوراق بهادار «مدیریت نظارت بر ناشران» از اهمیت بسزایی برخودار است.

روزانه چند صد هزار سهامدار حرفه‌ایی اطلاعیه‌های منتشره از سوی «مدیریت نظارت بر ناشران» را پیگیری می‌کنند. این اطلاعیه‌ها که از طریق «سامانه جامع اطلاع‌رسانی ناشران - موسوم به کدال» (به انگلیسی: Comprehensive DataBase Of All Listed Companies) منتشر می‌شوند، عمدتاً دربارهٔ تعدیل پیش‌بینی سود هر سهم، وضعیت توقف و بازگشایی نمادهای معاملاتی، گزارش‌های مالی، برگزاری مجامع عمومی عادی سالانه و مجامع عمومی فوق‌العاده صاحبان سهام، و دیگر موارد مرتبط با ناشران اوراق بهادار هستند.

## انتقادات
مدیریت نظارت بر ناشران و امیر حمزه مالمیر طی چند سال عهداری مسئولیت این اداره با بعضی انتقادات از سوی فعالان بازار سرمایه ایران به‌ویژه سهامداران حقیقی روبرو بوده‌است. وی به فراخور موضوعات گاهی به این انتقادات پاسخ داده است و گاهی در برابر انتقادات مطرح‌شده سکوت در پیش گرفته‌است.